# Denis Macé
Dionis Macé fou un músic francès del segle xvii.
Va ser músic de cambra del rei de França, i publicà a París, sense data, Cantiques du Pirenee d'Eumis en musique.